# Metacatharsius marani
Metacatharsius marani là một loài bọ cánh cứng trong họ Bọ hung (Scarabaeidae).